# Королевский этелис
Королевский этелис (лат. Etelis oculatus) —вид лучепёрых рыб семейства луциановых (Lutjanidae). Распространены в западной части Атлантического океана. Максимальная длина тела 100 см. Морские бентопелагические рыбы. Имеют промысловое значение.

## Описание
Тело удлинённое, веретенообразной формы, несколько сжато с боков, покрыто чешуёй среднего размера. Ряды чешуй на спине параллельны боковой линии. В боковой линии 47—50 чешуй. Глаза большие. Рыло короткое, короче диаметра глаза. Верхняя челюсть покрыта чешуёй, но без продольных гребней; её задний край доходит до вертикали, проходящей через середину орбиты глаза. Нижняя челюсть немного выдаётся вперёд. Зубы на челюстях маленькие, расположены в несколько рядов, конической формы, впереди 1—2 пары клыковидных зубов; есть зубы на нёбе, на сошнике зубы расположены V-образно, иногда треугольным пятном. Межорбитальное пространство плоское. На первой жаберной дуге 23—28 жаберных тычинок, в том числе 14—18 на нижней половине. Спинной плавник сплошной, но между колючей и мягкой частями есть заметная выемка. В колючей части 10 жёстких лучей, а в мягкой части 11 мягких лучей. Чешуя на спинном и анальном плавниках отсутствует. В анальном плавнике 3 жёстких и 8 мягких лучей. Последний мягкий луч в спинном и анальном плавниках немного удлинённый. Грудные плавники удлинённые, но несколько короче длины головы, с 16—17 мягкими лучами. Хвостовой плавник вильчатый, лопасти удлинённые (длина верхней лопасти у рыб длиной более 16 см составляет от 27 до 46 % стандартной длины тела).
Спина и верхняя половина тела от тёмно-розового до красного цвета; нижняя часть тела и брюхо светло-розовые. Радужная оболочка красная. Плавники розовые за исключением колючей части спинного плавника и хвостового плавника, которые ярко-красные.
Максимальная длина тела 100 см, обычно до 64 см. Масса тела до 5,3 кг. Указывается также максимальная масса тела 6280 г.

## Биология
Морские бентопелагические рыбы. Обитают над скалистыми грунтами на глубине от 135 до 450 м. Питаются преимущественно рыбой и кальмарами.
В Карибском море самки королевского этелиса впервые созревают при длине тела 36 см, а самцы — при длине тела 29 см. Возраст впервые созревающих рыб 1—2 года. Нерестятся в конце календарного года, нерест продолжается с ноября до апреля.
Максимальная продолжительность жизни по данным разных авторов составляет от 5 до 10 лет. По другим данным живут до 30 лет.

## Ареал
Распространены в тропических и субтропических водах западной центральной части Атлантического океана от Северной Каролина и Бермудских островов до Бразилии. Наиболее многочисленны у Багамских островов и Антильских островов. Не обнаружены на севере Мексиканского залива.

## Взаимодействие с человеком
Королевский этелис является промысловым видом. Ловят донными удочками и донными ярусами. Реализуется в свежем и мороженом виде.
Международный союз охраны природы пока не присвоил этому виду охранный статус.